# Machikado mazoku
Machikado mazoku (jap. まちカドまぞく) – czteropanelowa manga autorstwa Izumo Itō, publikowana na łamach magazynu „Manga Time Kirara Carat” wydawnictwa Hōbunsha od czerwca 2014.
Na podstawie mangi studio J.C.Staff stworzyło serial anime, który był emitowany od lipca do września 2019. Drugi sezon, zatytułowany Machikado mazoku: 2-chōme, emitowano od kwietnia do lipca 2022.

## Fabuła
Pewnego dnia Yuko Yoshida budzi się z rogami i ogonem, dowiadując się, że jest potomkinią Mrocznego Klanu, który został przeklęty przez wrogi im Klan Światła. Aby przywrócić honor swojemu klanowi, otrzymuje zadanie pokonania miejscowej czarodziejki, Momo Chiyody.

## Bohaterowie
- Yuko Yoshida (jap. 吉田 優子 Yoshida Yūko) / Shamiko (jap. シャミ子)

Seiyū: Konomi Kohara 
- Momo Chiyoda (jap. 千代田 桃 Chiyoda Momo)

Seiyū: Akari Kitō 
- Lilith (jap. リリス Ririsu)

Seiyū: Minami Takahashi 
- Mikan Hinatsuki (jap. 陽夏木 ミカン Hinatsuki Mikan)

Seiyū: Tomoyo Takayanagi 
- Anri Sata (jap. 佐田 杏里 Sata Anri)

Seiyū: Sayaka Senbongi 
- Sion Ogura (jap. 小倉 しおん Ogura Shion)

Seiyū: Ayaka Suwa 
- Ryoko Yoshida (jap. 吉田 良子 Yoshida Ryōko)

Seiyū: Hitomi Ōwada 
- Seiko Yoshida (jap. 吉田 清子 Yoshida Seiko)

Seiyū: Sayaka Ōhara 
- Joshua (jap. ヨシュア Yoshua)

Seiyū: Hideyuki Umezu 
- Sakura Chiyoda (jap. 千代田 桜 Chiyoda Sakura)

Seiyū: Hisako Kanemoto 
- Lico (jap. リコ Riko)

Seiyū: Ayasa Itō 
- Shirosawa (jap. 白澤 Shirosawa)

Seiyū: Takashi Matsuyama 
- Ugallu (jap. ウガルル Ugaruru)

Seiyū: Fairouz Ai 

## Manga
Pierwszy rozdział mangi został opublikowany 28 czerwca 2014 w magazynie „Manga Time Kirara Carat”. Następnie wydawnictwo Hōbunsha rozpoczęło zbieranie rozdziałów do wydań w formacie tankōbon, których pierwszy tom ukazał się 27 listopada 2015. Według stanu na 25 lutego 2021, do tej pory wydano 6 tomów.
| Nr | Data wydania (język japoński) | ISBN (język japoński)  |
| -- | ----------------------------- | ---------------------- |
| 1  | 27 listopada 2015             | ISBN 978-4-8322-4639-3 |
| 2  | 27 października 2016          | ISBN 978-4-8322-4760-4 |
| 3  | 27 września 2017              | ISBN 978-4-8322-4875-5 |
| 4  | 25 października 2018          | ISBN 978-4-8322-4988-2 |
| 5  | 27 czerwca 2019               | ISBN 978-4-8322-7102-9 |
| 6  | 25 lutego 2021                | ISBN 978-4-8322-7251-4 |

## Anime
Adaptacja w formie telewizyjnego serialu anime została ogłoszona w marcowym numerze „Manga Time Kirara Carat”, wydanym 28 stycznia 2019. Seria została zanimowana przez studio J.C.Staff i wyreżyserowana przez Hiroakiego Sakuraia. Scenariusz napisał Keiichirō Ōchi, postacie zaprojektowała Mai Otsuka, a muzykę skomponowała Miki Sakurai. Anime było emitowany w stacjach TBS i BS-TBS od 12 lipca do 27 września 2019.
27 sierpnia 2020 zapowiedziano drugi sezon zatytułowany Machikado mazoku: 2-chōme. Jego emisja rozpoczęła się 8 kwietnia i zakończyła 1 lipca 2022.

### Ścieżka dźwiękowa
| Nr             | Tytuł                 | Wykonawcy      | Źródło   |
| Czołówka       | Czołówka              | Czołówka       | Czołówka |
| -------------- | --------------------- | -------------- | -------- |
| 1              | „Machikado Tangent”   | Shami Momo     | [ 15 ]   |
| 2              | „Tokimeki Rendezvous” | Shami Momo     | [ 6 ]    |
| Napisy końcowe |                       |                |          |
| 1              | „Yoimachi Cantare”    | Coro Machikado | [ 15 ]   |
| 2              | „Yoikagen Tetragon”   | Coro Machikado | [ 6 ]    |

## Odbiór
Gadget Tsūshin umieściło „Sytuacja kryzysowa!” oraz „Shamiko jest złą dziewczynką” na liście popularnych zwrotów związanych z anime w 2019 roku. Lynzee Loveridge i Kim Morrissy stwierdzili, że z technicznego punktu widzenia to drugie jest błędnym cytatem, pomimo stosunku Momo do Shamiko.